# Лукьянов, Алексей Власович
Алексей Власович Лукьянов (1906—1974) — Гвардии полковник Советской Армии, участник Великой Отечественной войны, Герой Советского Союза (1945).

## Биография
Алексей Лукьянов родился 9 февраля 1906 года в деревне Глебово. С 1920 года работал зарубщиком в Донбассе. В 1931 году Лукьянов окончил рабфак при Днепропетровском горном институте. В том же году он был призван на службу в Рабоче-крестьянскую Красную Армию. В 1932 году Лукьянов окончил Орловское танковое училище, в 1941 году — Военную академию имени Фрунзе. С декабря 1941 года — на фронтах Великой Отечественной войны.
К январю 1945 года полковник Алексей Лукьянов командовал 65-й танковой бригадой (11-го танкового корпуса, 69-й армии, 1-го Белорусского фронта). Отличился во время Висло-Одерской операции. 14 января — 3 февраля 1945 года бригада Лукьянова успешно переправилась через Радомку, Пилицу, Варту и Одер, приняла активное участие в освобождении Радома, Томашува-Мазовецки и Лодзи, нанеся противнику большие потери.
Указом Президиума Верховного Совета СССР от 6 апреля 1945 года за «умелое руководство танковой бригадой, мужество и отвагу, проявленные в Висло-Одерской операции» полковник Алексей Лукьянов был удостоен высокого звания Героя Советского Союза с вручением ордена Ленина и медали «Золотая Звезда» за номером 6407.
После окончания войны Лукьянов продолжил службу в Советской Армии. В 1950 году он окончил Военную академию Генерального штаба. В июне 1958 года Лукьянов был уволен в запас. Проживал в Черкассах. Умер 20 августа 1974 года, похоронен на Аллее Почёта Черкасского городского кладбища.
Почётный гражданин Черкасс. Был также награждён четырьмя орденами Красного Знамени, орденами Суворова 2-й степени, Александра Невского и Красной Звезды, рядом медалей.

## Память
В честь Лукьянова названа улица в Черкассах.